# Max Gassner
Max Gassner (* 28. November 1926 in Triesenberg; † 15. Juni 1994) war ein liechtensteinischer Skirennläufer.

## Biografie
Bei den Olympischen Winterspielen 1948 war Gassner Teil der Olympiamannschaft von Liechtenstein. Im Abfahrtsrennen belegte er den 73. und in der Alpinen Kombination den 62. Rang. 